# Абрамова Інна Володимирівна
І́нна Володи́мирівна Абра́мова (рос. Инна Владимировна Абрамова; нар. 23 жовтня 1966, Гомель, СРСР) — майстер спорту міжнародного класу з плавання.
Учасниця 24-их Олімпійських ігор в Сеулі (1988). Чемпіонка Всесвітньої універсіади в Японії (1985), учасниця чемпіонату світу в Іспанії (1986). Багаторазова чемпіонка СРСР з плавання вільним стилем на 50 та 100 м і в естафетах 4×100 м.
Виступала за спортивний клуб «Іжпланета» ВС. Тренери: М. С. Борисова та заслужений тренер СРСР Г. Г. Турецький.